# Harry Manfredini
Harry Manfredini (ur. 25 sierpnia 1943 w Chicago) – amerykański kompozytor filmowy i solista jazzowy.
Stworzył ścieżki dźwiękowe do większości filmów z serii horrorów Piątek, trzynastego (także do nakręconego w 2003 roku dokumentu o sadze filmowej), a także wszystkich czterech projektów z cyklu Dom oraz filmów grozy Krwawy odwet (1986), Władca życzeń (1997) i Wolves of Wall Street (2002).